# Rhododendron retusum
Rhododendron retusum är en ljungväxtart som först beskrevs av Carl Ludwig von Blume, och fick sitt nu gällande namn av John Johannes Joseph Bennett. Rhododendron retusum ingår i släktet rododendron, och familjen ljungväxter. Utöver nominatformen finns också underarten R. r. trichostylum.